# Castel Pergine
Castel Pergine (deutsch Burg Persen) ist eine Burg in der norditalienischen Provinz Trient, die sich im Osten über der Stadt Pergine Valsugana befindet. Möglicherweise befand sich an seiner Stelle schon eine Anlage aus der Römerzeit. Wegen seiner strategisch günstigen Position wurde der Platz auch im Mittelalter benutzt.
Die heutige Burg wurde im spätgotischen Stil errichtet.

## Geschichte
Erste Zeugnisse von einer Burg an dieser Stelle stammen aus dem Jahr 845. Im 12. Jahrhundert gehörte die Burg den Herren von Pergine, wechselte mehrmals den Besitzer und ging unter Margarete von Tirol auf die Habsburger über. 1531 schenkten diese die Burg dem Bischof von Trient Bernhard von Cles. Die Burg gehörte bis 1905 der Diözese Trient, die sie ihren Statthaltern zur Verwendung überließ (Firmian, Madruzzo, Wolkenstein, letzter Statthalter war Antonio Giuseppe Girardi). 
Ab 1805 wurde sie bis 1905 an Bauernfamilien verpachtet. In dieser Zeit verfiel die Burg mehr und mehr. Im März 1905 wurde sie von einer vom völkisch-antisemitisch gesinnten Münchner Verleger Julius Friedrich Lehmann initiierten Aktiengesellschaft erworben, die die Anlage zu restaurieren begann und in der Burg ein Hotel und ein Restaurant einrichtete, das 1906 vom Historiker und späteren christlichsozialen Bundeskanzler Michael Mayr, einem führenden Mitglied des deutschnationalen Tiroler Volksbundes, eröffnet wurde. Die Arbeiten mussten 1913 unterbrochen werden. 1920 erwarb die Gemeinde Pergine die Burg, verkaufte sie aber 1956 notgedrungen wieder an Mario Oss, einen aus Pergine stammenden Schweizer.
Die Familie Oss ließ Castel Pergine renovieren und richtete dort ein Hotel und Restaurant ein. In den Sommermonaten wurde die Burg auch als Ausstellungsfläche für Kunstausstellungen genutzt. Nachdem 2017 bekannt wurde, dass die Burg zum Verkauf stehe und die Gemeinde Pergine sich nicht in der Lage sah, die Anlage zu kaufen, gründeten Privatpersonen ein Komitee und anschließend eine gemeinnützige Stiftung mit dem Ziel, die Burg zu erwerben. Ende 2018 ging Castel Pergine an diese von über 800 Personen und etwa 50 Einrichtungen und Vereinen getragene gemeinnützige Stiftung über.

## Beschreibung
Die Burg ist von einer Mauer umgeben, die einen Durchlass Richtung Pergine hat. An der vollständig erhaltenen Mauer befinden sich verschiedene Wachtürme.
Im Erdgeschoss der Burg selbst befinden sich die Eingangshalle, die Küche, der Keller und der Zugang zum Garten.
Im ersten Stock liegen der ehemalige Thronsaal (heute Rezeption), die Kapelle und das Restaurant.
Im zweiten Stock befinden sich fünf Säle: Sala del Balconcino (Balkonsaal), Sala del Vescovo (Bischofssaal), Sala della Stufa Verde (Saal des Grünen Ofens), Sala del Principe (Saal des Fürsten) und der Sala della Dama Bianca (Saal der Weißen Frau), in diesen befinden sich verschiedene Ausstellungen.
Das Erdgeschoss und der erste Stock sind immer zugänglich. Auch der zweite Stock kann besichtigt werden. Von April bis November werden Führungen durch die Burg angeboten.

## Bilder

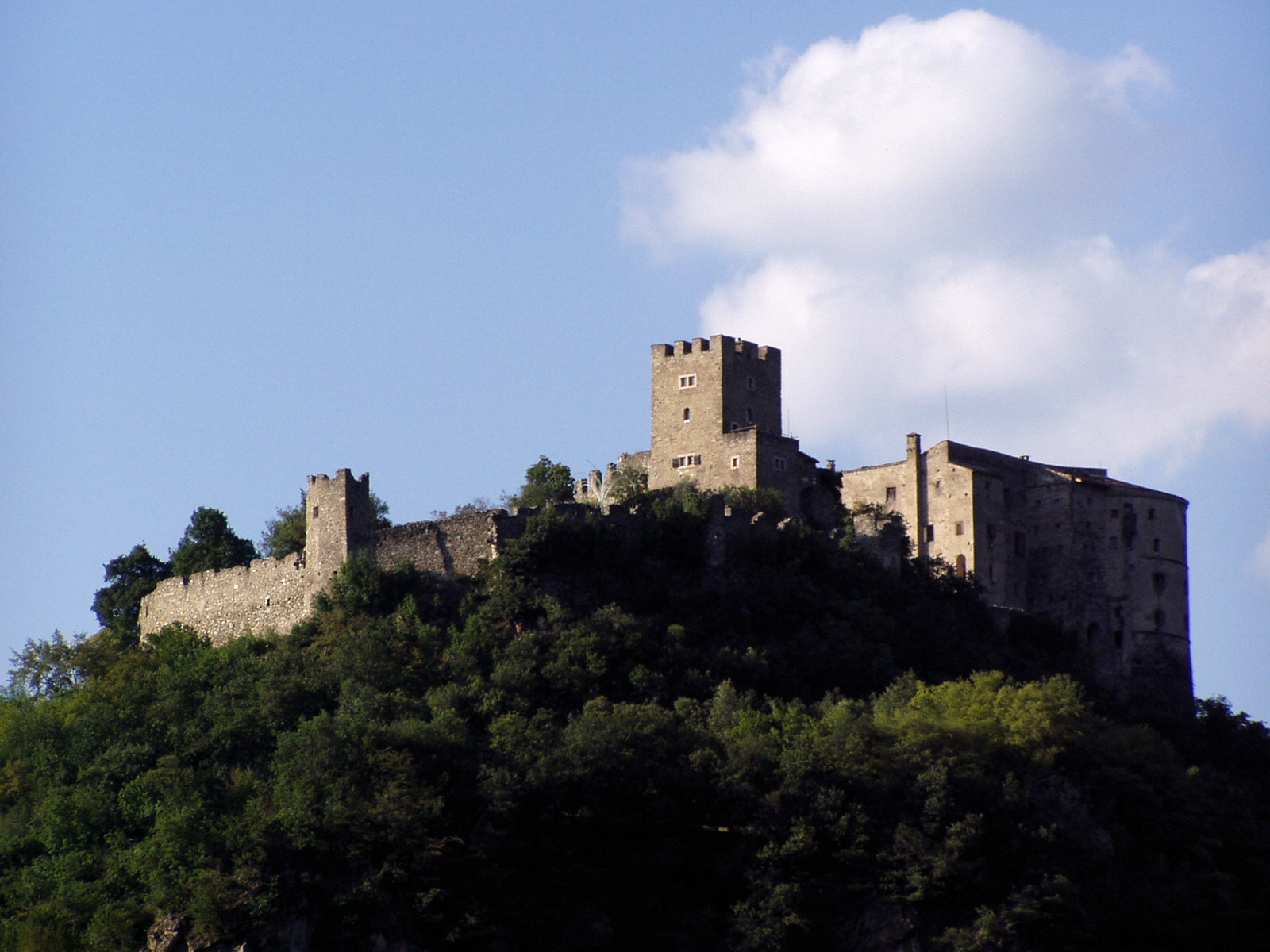
Burg
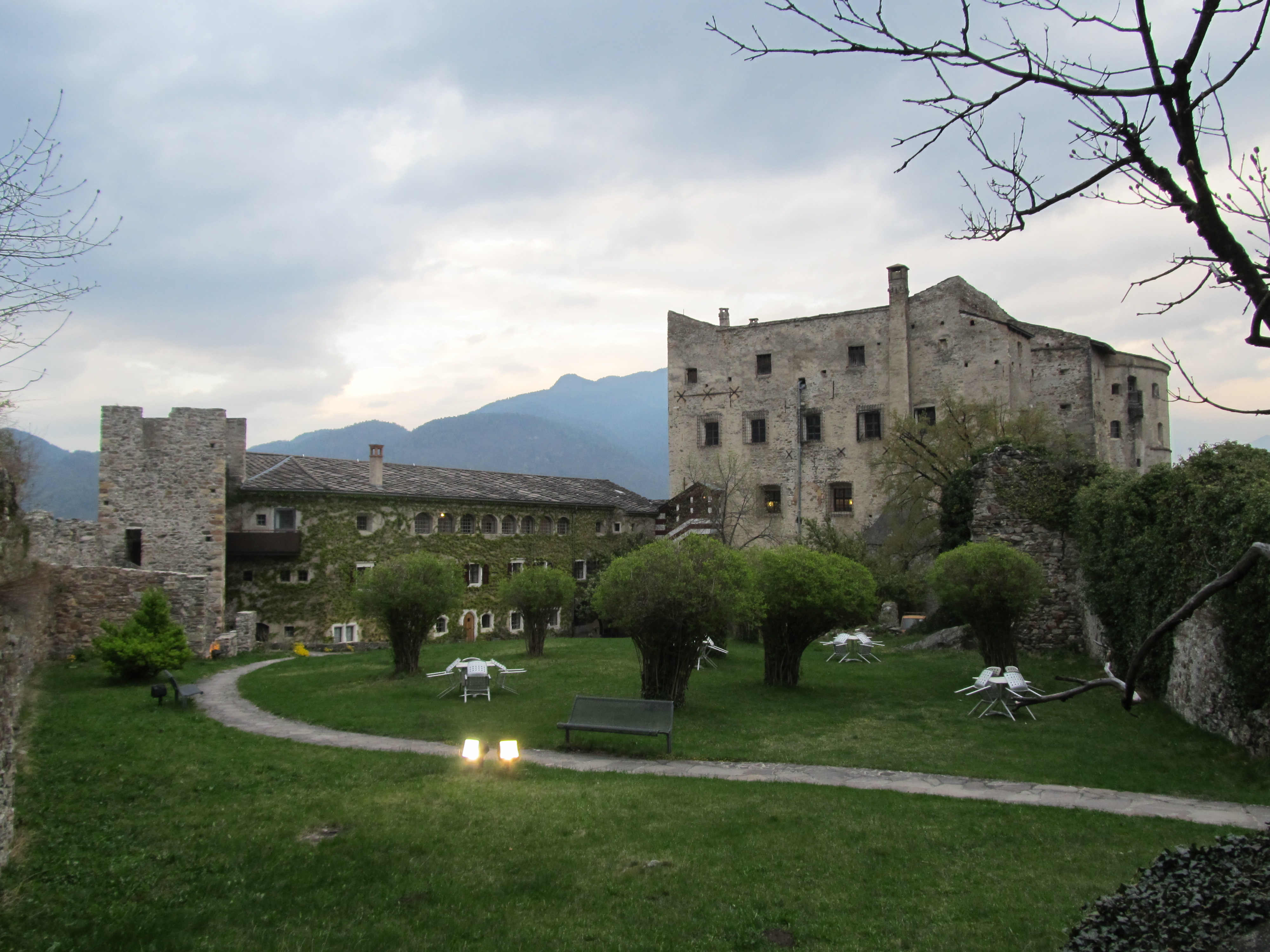
Burggarten
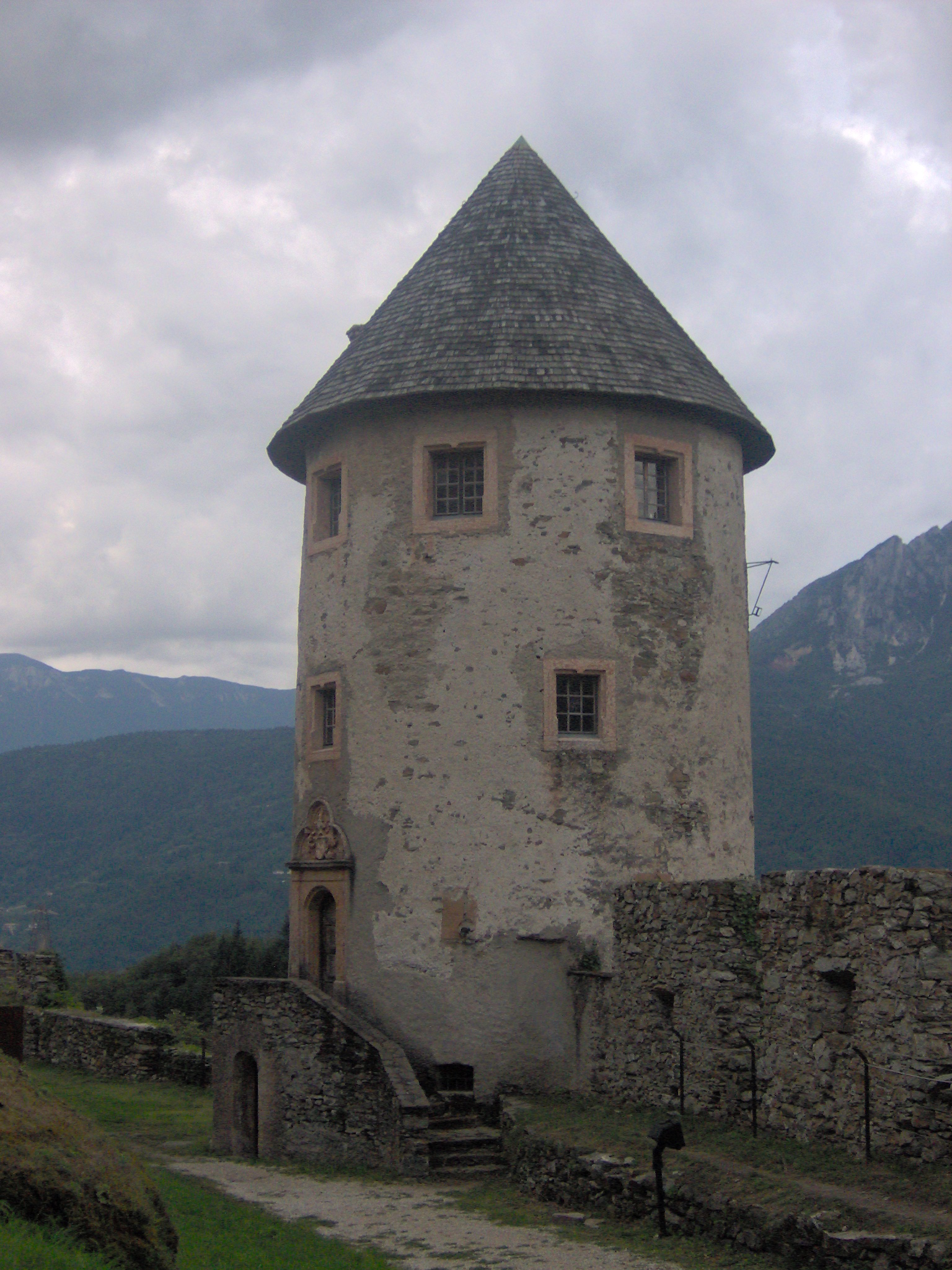
Externer Wachturm an der Burgmauer
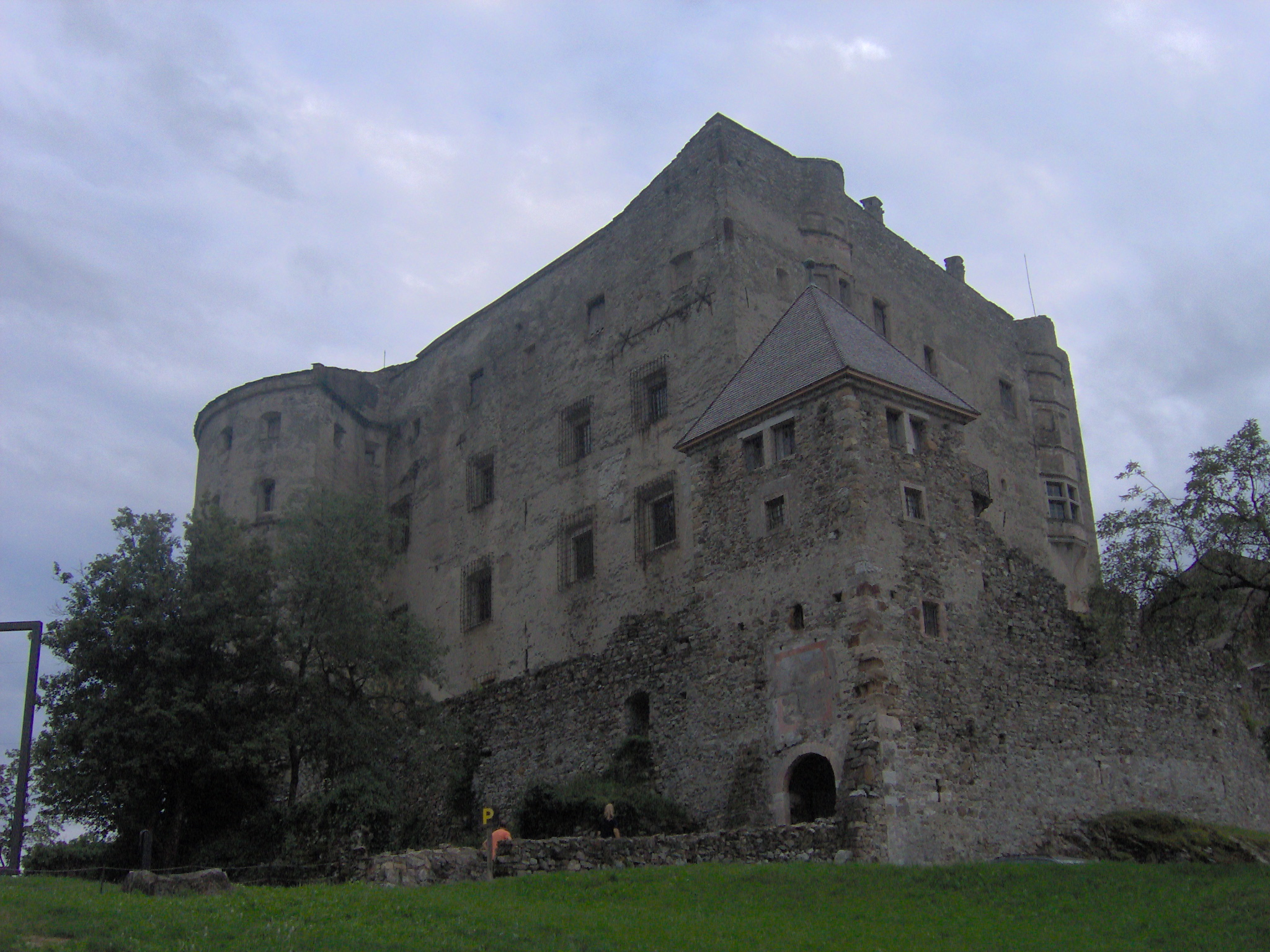
Bergfried
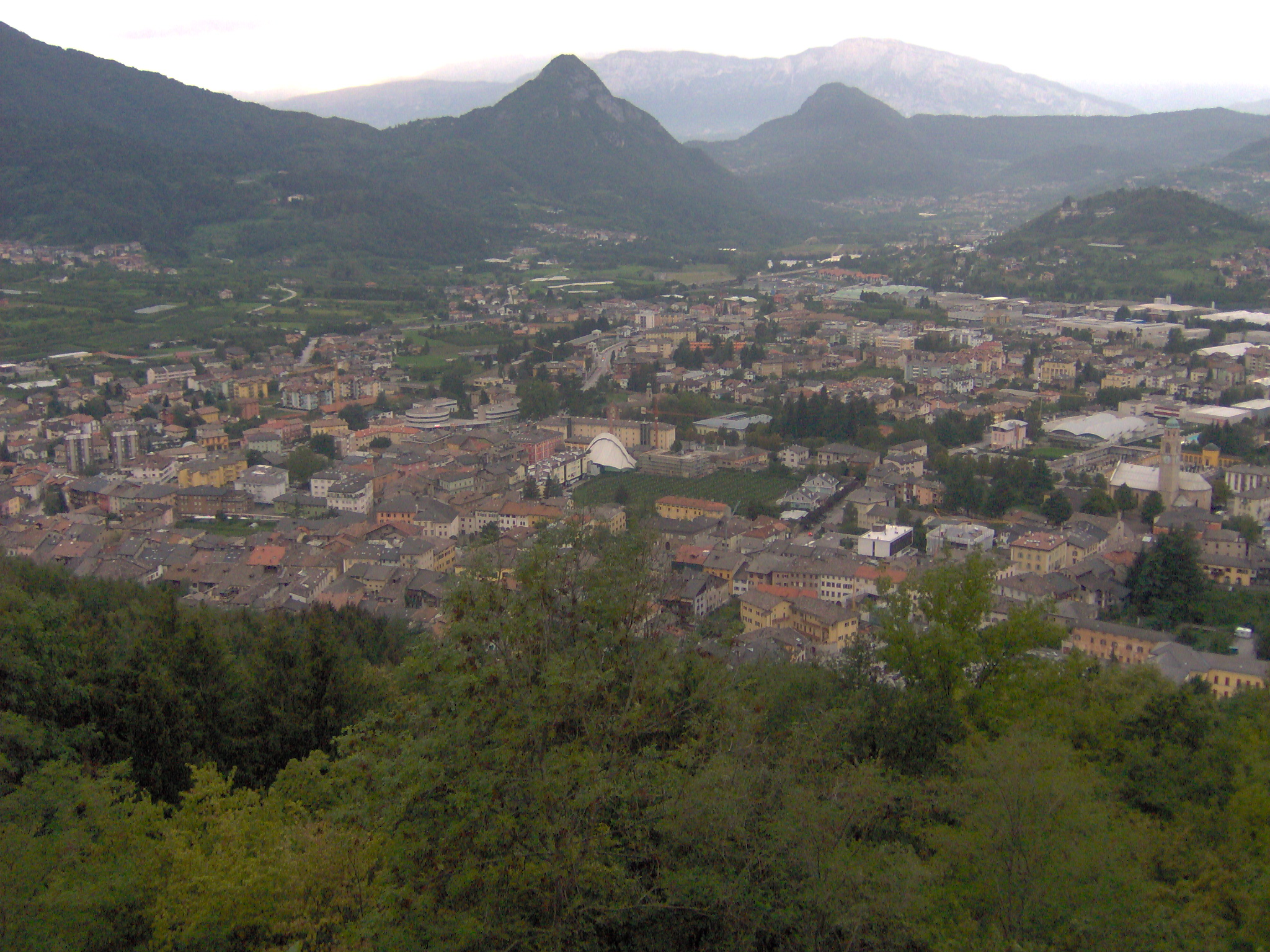
Blick von der Burg auf Pergine

## Verschiedenes
- Die Weiße Dame (La dama bianca) ist angeblich der Geist einer Frau, die in der Burg ermordet worden ist und noch heute die Burg heimsucht.
- Im Gefängnis der Tropfen (Prigione della goccia), einer ehemaligen Arrestzelle, sollen die Insassen einer Folter durch einen stetig fallenden Wassertropfen ausgesetzt gewesen sein.